# 1994 год в истории железнодорожного транспорта
1994 год в истории железнодорожного транспорта

## События
- На базе объединения существовавших до 31 декабря 1993 года оператора федеральных железных дорог ФРГ Deutsche Bundesbahn, германской государственной железной дороги ГДР Deutsche Reichsbahn и управляющей железнодорожной компании западного Берлина West-Berliner VdeR создана компания Deutsche Bahn.
- Закончено строительство Евротоннеля под Ла-Маншем, соединившего Францию и Великобританию.[1]
- В Великобритании в результате лобового столкновения возле Каудена в графстве Кент 5 человек погибло и 12 ранено. Причиной катастрофы стал проезд на запрещающий сигнал[2].
- 11 августа в Белгородской области на участке от ст. Валуйки до границы с Украиной (Юго-Восточная ж.д.) в результате столкновения электропоезда с вышедшим из габарита из-за неисправности колёсной пары вагоном встречного грузового поезда погибли 20 человек и около 60 получили травмы различной степени тяжести.
- 28 декабря, СМП-704 завершил электрификацию главного хода забайкальской железной дороги,с вводом участка Ксеневьская-Зилово (130 км)
- 20 октября, закрытие трамвайной системы города Карпинск

## Новый подвижной состав
В Японии начат выпуск электропоездов Синкансэн серии E1.